# Dirigeants traditionnels du Nigeria

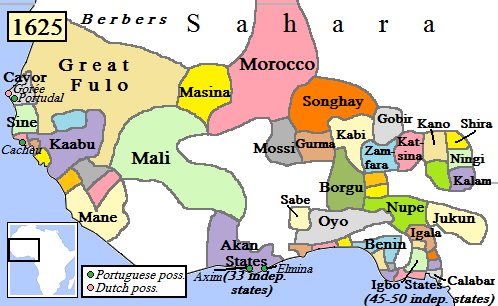
Carte de l'Afrique de l'Ouest en 1625, montrant les principaux États de cette période. Le Nigeria moderne couvre l'est de la zone, ce qui inclut l'empire d'Oyo, le royaume du Bénin (sans rapport avec l'actuelle République du Bénin), les États Igbo à l'est, le Royaume haoussa et les États Peuls, tels que celui de Katsina et de Kano, au nord.

Les dirigeants traditionnels du Nigeria tiennent leurs titres de ceux des dirigeants des anciens États et communautés qui existaient avant la formation du Nigeria moderne. Quoique n'ayant plus de pouvoir politique formel, ils continuent dans bien des cas à être respectés par leur « peuple » ainsi qu'à exercer une influence considérable sur celui-ci.
Bien que ces dirigeants maintiennent le style monarchique et les titres de leurs ancêtres souverains, ils n'ont pas le rôle que tiennent les monarques constitutionnels de la vieille Europe.

## Ère précoloniale

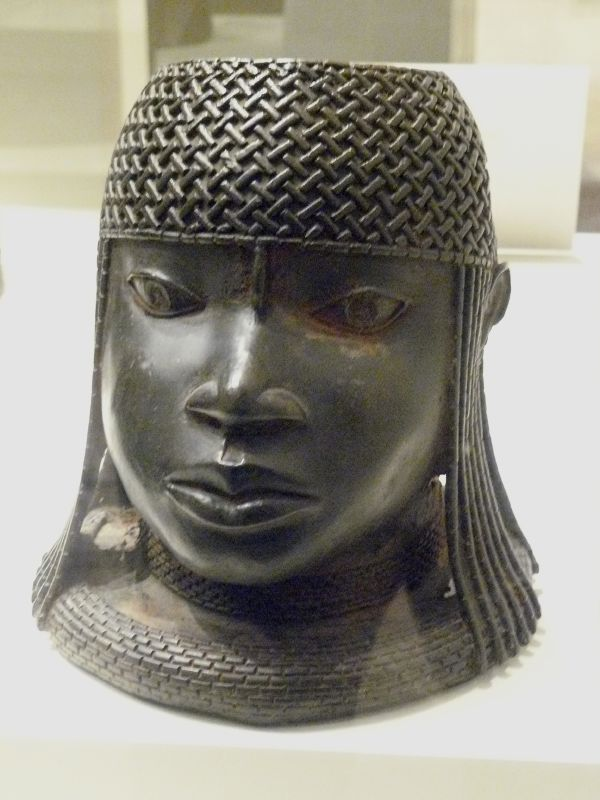
Statue d'un Oba du Benin (XVIe siècle).

Le Nigeria actuel couvre des terres traditionnellement occupées par de nombreux groupes ethniques, possédant des langues très différentes et des traditions distinctes. Le sud-est était principalement occupé par les Igbo, le delta du Niger par les Edo et des ethnies proches des Igbo, le sud-ouest était peuplé par les Yoruba et les peuples apparentés, le nord, par les Haoussa et les Peul, tandis que la ceinture centrale, correspondant à la zone de contact entre le nord et le sud, présentait un mélange ethnique complexe. Au total on peut compter plus de deux cents groupes ethniques distincts.
Avant l'arrivée des Britanniques à la fin du XIXe siècle, l'histoire de la zone fut changeante, avec des périodes où dominaient des entités politiques puissantes, telles l'empire d'Oyo, le royaume du Bénin, le royaume du Kanem-Bornou, l'empire de Sokoto, qui contrôlaient de vastes régions, et d'autres périodes où les États étaient beaucoup plus fragmentés.
Quoique les structures politiques différaient largement d'un groupe ethnique à l'autre, il était habituel pour chaque cité ou groupement de cités d'avoir un chef reconnu, lequel pouvait éventuellement être subordonné au dirigeant d'un ensemble plus vaste. Ainsi, lorsque le califat de Sokoto fut divisé en émirats, les émirs étaient subordonnés au sultan de Sokoto, tout en agissant avec une large indépendance.

## Ère coloniale
Les Européens commerçaient depuis longtemps avec les États côtiers, échangeant le coton et les biens manufacturés contre des esclaves et de l'huile de palme dans des ports tels que Calabar, Bonny et Lagos. Lorsque le protectorat de la Côte du Niger est institué en 1891, il contrôle une petite bande côtière. Durant la période 1879-1900, la Royal Niger Company entreprend de conquérir l'intérieur des terres, avec l'appui de troupes armées et disciplinées, équipées de mitrailleuses Maxim, en signant des traités de « protection » avec les dirigeants locaux. Le territoire de la compagnie est vendu au gouvernement Britannique en 1900. La zone sud est fusionnée avec le protectorat de la Côte du Niger, l'ensemble devenant le protectorat du Nigeria du Sud, alors que le nord devient le protectorat du Nigeria du Nord. En 1914, les deux protectorats sont fusionnés pour devenir la Colonie et Protectorat du Nigeria, dont les frontières sont à peu près celles de l'actuel Nigeria,.
Le premier haut-commissaire du Nigeria du Nord, Frederick Lugard, gouverne en s'appuyant sur les chefs traditionnels ; cette approche est ensuite étendue au sud. Le successeur de Lugard, Hugh Clifford, laisse le système en place dans le nord, où le système des émirs bénéficie d'une longue tradition, mais il introduit un conseil législatif avec plusieurs membres élus dans le sud, reléguant les dirigeants traditionnels à un rôle symbolique.
Ce principe d'indirect rule amena à quelques paradoxes. Ainsi, le peuple Tiv, le quatrième plus grand groupe ethnique, avait une gouvernance extrêmement décentralisée, sans chef unique. Les Britanniques créérent la charge de Tor Tiv, en 1947, occupée à sa création par Makere Dzakpe, afin d'avoir un « dirigeant traditionnel » comme interlocuteur. Ils agirent de même chez les Igbos, où les chefferies ne sont apparues qu'à l'époque coloniale puis se sont développées fortement à partir des années 1970. En effet, les dirigeants nigerians d'après l'indépendance ont eu recours aux mêmes expédients que les colons britanniques, créant des chefferies dans les régions dépourvues d'autorités traditionnelles.

## Le Nigeria indépendant

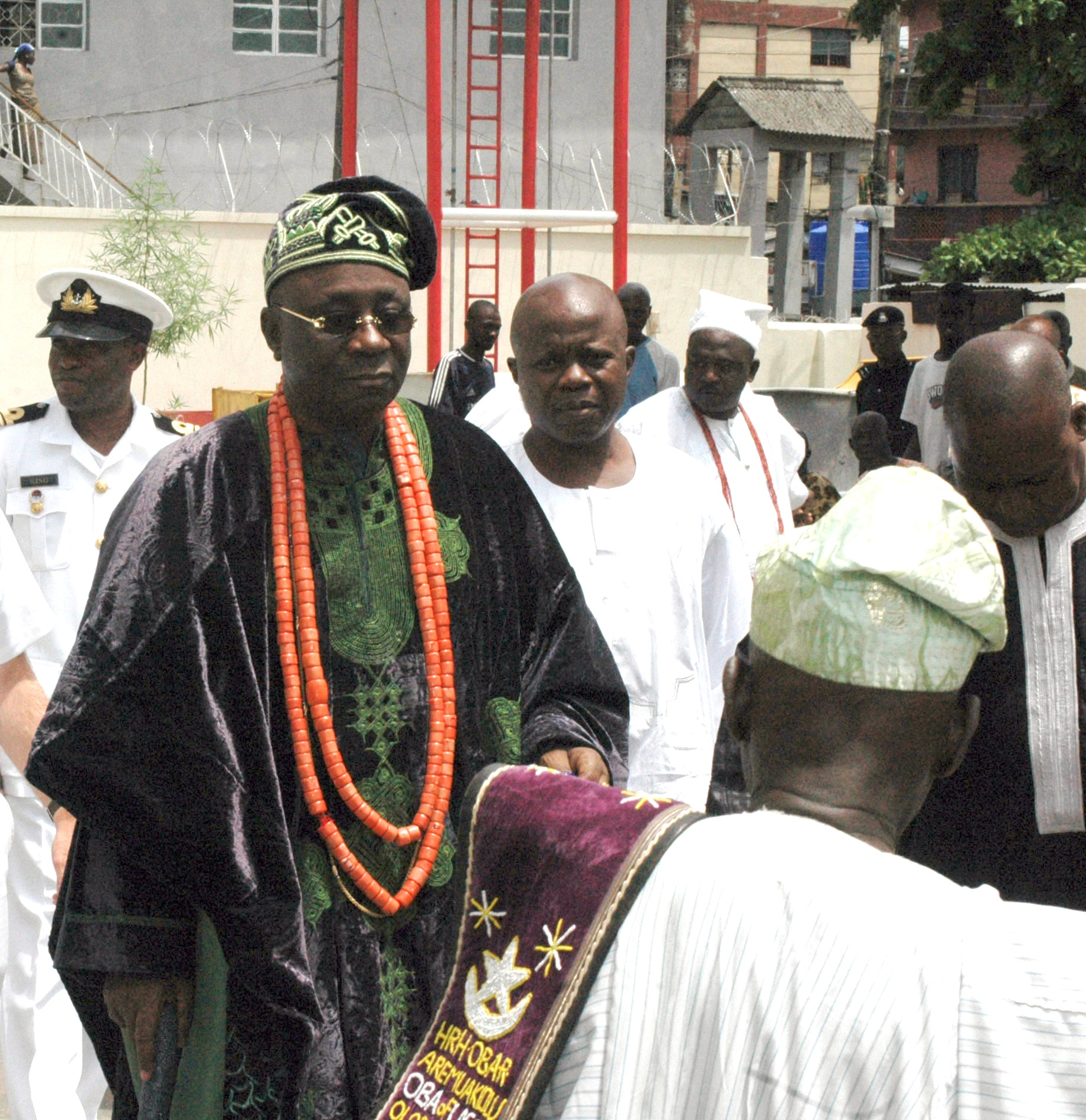
L'Oba de Lagos en juin 2006.

Avec l'indépendance, en 1960, suivie d'une alternance entre gouvernements démocratiques et militaires, le statut des dirigeants traditionnels évolue encore. Dans le nord, les émirs perdent leur pouvoir dans l'administration gouvernementale, quoique l'administration soit souvent dirigée par des notables traditionnels. Là où les dirigeants acquièrent leur fonction par héritage ou sont nommés par un conseil des anciens, le gouvernement se préoccupe du phénomène. Ainsi, en mai 1994, le général Sani Abacha, chef de l'État, dépose Awwal Ibrahim, dont l'élection à la fonction d'émir avait déclenchée des troubles sociaux (il reprend ultérieurement sa fonction d'émir en 2000),. De même, la succession de l'émir de Kano en 2014 a donné lieu à de violents affrontements. Les responsables du palais de l'émir ont soumis trois noms au gouverneur de l'État, lequel a désigné le successeur
Dans certains cas, le gouvernement fusionne ou divise les territoires traditionnels. Ainsi, il y avait deux dirigeants du peuple Efik dans la région de Calabar, mais, en décembre 1970, les deux fonctions sont combinées en une seule, tenue par un dirigeant appelé Obong. Lorsque l'État de Yobe est créé, il englobe quatre émirats, mais, en janvier 2000, le gouverneur de l'État, Bukar Abba Ibrahim, restructure l'ensemble en treize émirats,. Le gouvernement maintient les classifications coloniales. Lorsque le gouverneur de l'État de Kwara nomme trois monarques en août 2010, le nouvel émir de Kaiama est désigné comme dirigeant traditionnel de première classe (Paramount ruler), tandis que les deux autres sont considérés être de troisième classe.
Les dirigeants traditionnels sont hautement respectés par beaucoup de communautés et exercent une influence politique et économique majeure.
Quoique n'ayant pas de rôle formel dans la structure démocratique, il existe une intense compétition pour les sièges royaux parmi les candidats éligibles. Ces dirigeants peuvent aussi accorder des titres traditionnels ou honorifiques. Les détenteurs obtiennent de ce fait une position ex officio dans l'« administration » traditionnelle. Les riches hommes d’affaires et les politiciens accordent souvent une grande valeur à l'obtention de tels titres.
Les dirigeants jouent un rôle utile de médiateurs entre le peuple et l'État, renforcent l'unité nationale, résolvent les conflits mineurs et jouent aussi le rôle d'une soupape de sécurité institutionnelle face à des comportements administratifs souvent inadéquats. Une autre raison de leur influence est que certains membres de certains groupes ethniques ont des difficultés à communiquer en anglais, la langue officielle, et les dirigeants traditionnels servent d'interprètes et de porte-parole.
En juin 2010, l'État d'Akwa Ibom accueillait 116 dirigeants traditionnels détenant des certificats officiels de l'État. Ils avaient notamment reçu de nouvelles voitures lors de leur nomination. Le président du State Council of Traditional Rulers and Chiefs (« conseil des chefs ») déclara qu'en retour les chefs traditionnels s'engageaient à lutter contre les vols et les enlèvements sur leurs terres.
Les plus importants dirigeants traditionnels, qui ont un rôle religieux ou séculaire prépondérant et sont susceptibles d'avoir une influence notable au niveau politique sont les émirs du nord (le sultan de Sokoto et l'émir de Kano) ainsi que les chefs traditionnels yoruba, les obas (16 à l'heure actuelle).
Les dirigeants traditionnels du nord font face aux menaces et aux attaques de Boko Haram, qui les accuse de trahir l'Islam. L'émir de Kano et de Borno ont survécu à des tentatives d'assassinat, le sultan de Sokoto a été menacé et l'émir de Gwoza a été tué en juin 2014,. Dans le même temps, il leur est reproché de ne pas s'impliquer suffisamment dans la lutte contre cette organisation terroriste.

## Terminologies
Il existe plus de 500 langues au Nigeria, il y a donc un nombre incalculable de termes pour désigner les dirigeants traditionnels.
Dans les États musulmans du nord, le terme émir (Emir en langue anglaise) est communément utilisé ; les termes en langues locales sont sarki, shehu, mai et lamido.
Oba est le titre porté par le souverain du royaume du Bénin, dans ce qui est aujourd'hui l'État d'Edo ; enogie (pluriel enigie) est celui des nobles, sorte de « ducs », tandis que okao (pluriel ikao) et odionwere désignent respectivement les gouverneurs et les « anciens ». En pratique, les enigie ne  sont pas installés dans les mêmes communautés que les ikao car les deux représentent l'oba, avec les mêmes fonctions et responsabilités.
Onojie est un terme utilisé par les Esan de l'État d'Edo pour désigner leurs dirigeants, tandis que le peuple Afamai utilise otaru et okwokpellagbe ainsi que d'autres appellations.
Chez les Urhobo et les Isoko, de l'État du Delta, le titre utilisé est ovie. Certains clans utilisent des termes approchants, tels que orodje, orosuen, ohworode, odion-ologbo et dio r'ode.
Oba est aussi utilisé par les Yoruba ainsi que ooni, alake, alaafin, awujale, olomu, akarigbo, orangun, olu'wo et eburu, selon les sous-groupes ethniques et les lieux.
Chez les Igbos, le terme pour roi est obi, igwe ou eze. Les peuples Ibidio et Efik emploient obong ou adidem/edidem, mais, là encore, il existe de nombreux titres locaux parmi leurs voisins immédiats, Amanyanabo, Olila-Ebhugh et Obanobhan.